# 亞歷山大·熱爾佳科夫
亞歷山大·維克托羅維奇·熱爾佳科夫（羅馬化：Oleksandr Viktorovych Zheltiakov；2005年11月15日—），烏克蘭游泳运动员。曾两度获得2023年世界青年游泳锦标赛冠軍，并曾在歐洲少年游泳錦標賽中獲得多個獎項。

## 奖项与荣誉
- 世界水上运动（FINA）：锦标赛最佳男游泳运动员：2023年世界青年锦标赛[4]